# 棒球場

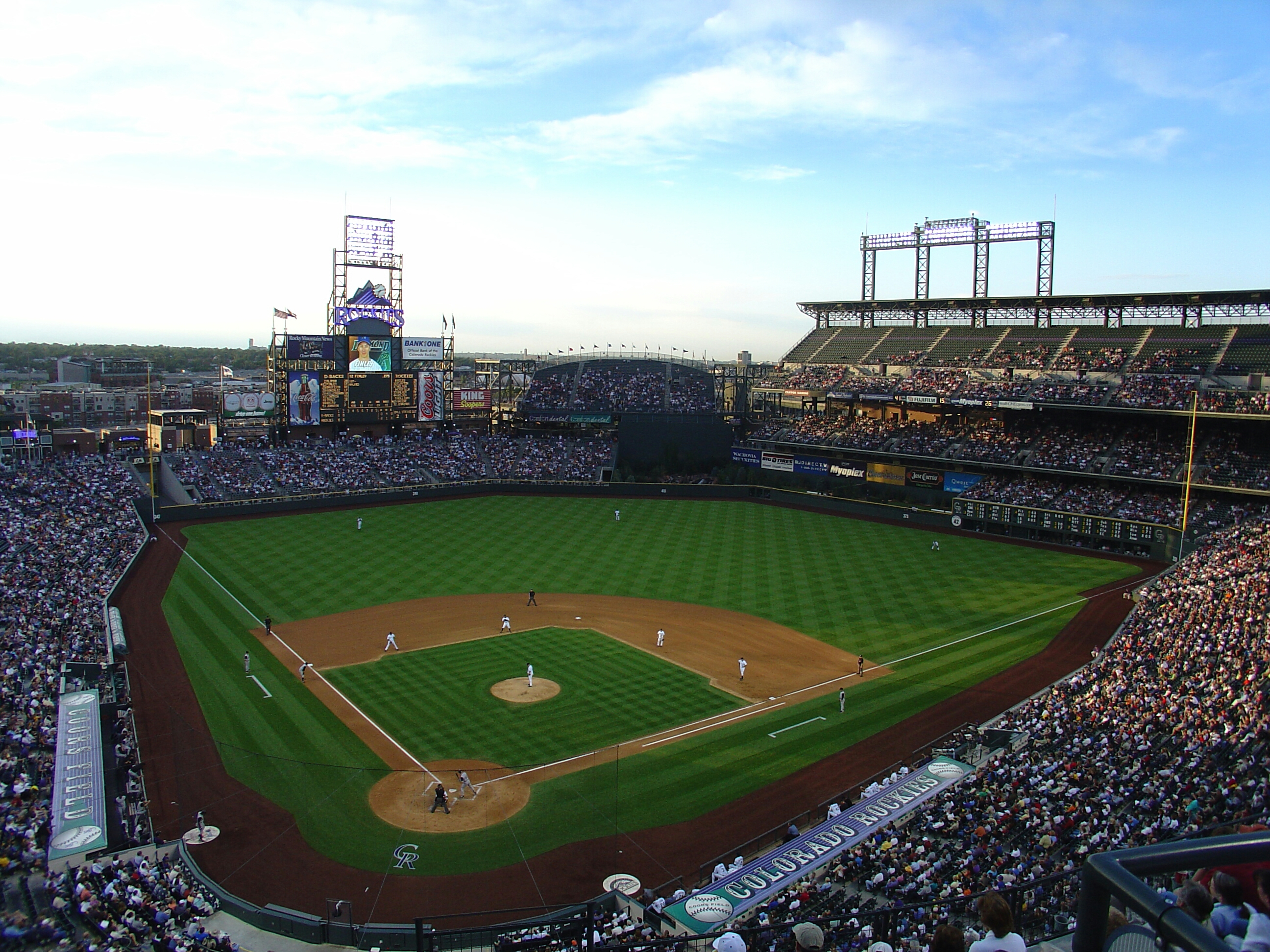
美國科羅拉多的棒球場(洛磯隊主場)

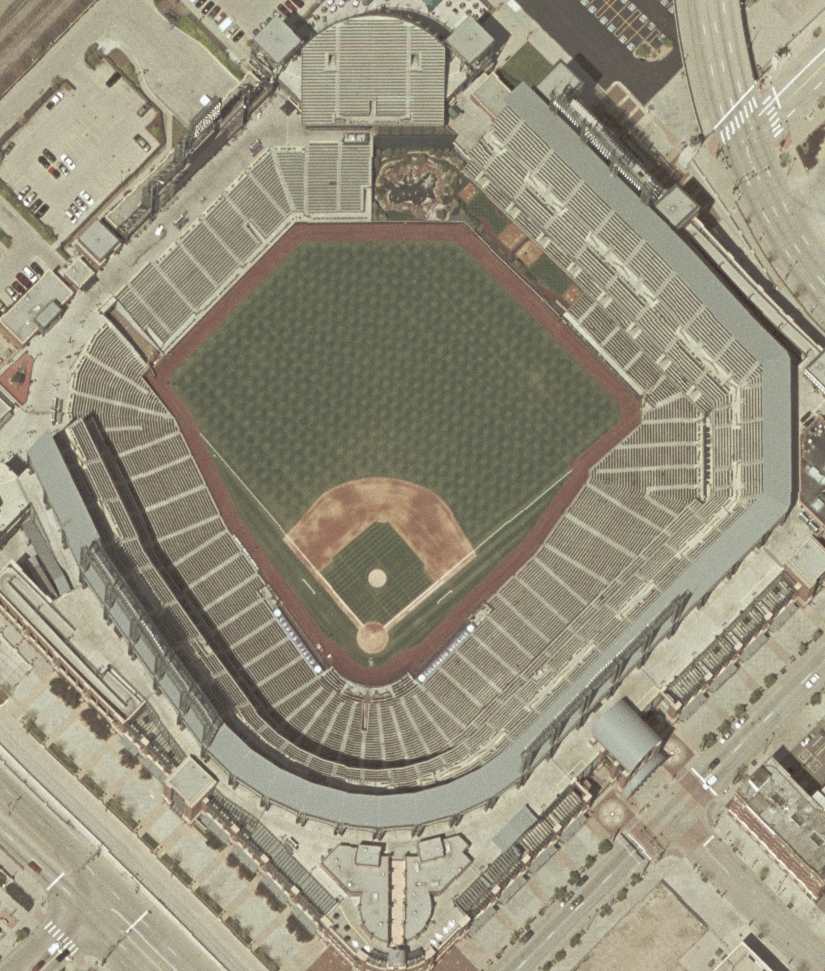
標準球場空照圖（位於美國科羅拉多州）。

棒球場是棒球比賽場所，呈扇狀。比賽的活動大多以本壘為起點。内野是本壘、一壘、二壘、三壘圍繞的菱形。打擊者打出安打後要以逆時鐘方向試圖依序上壘。本壘往一壘邊線右方和本壘往三壘邊線左方都是界外區，反之為界内區。外野就是内野之外的界内區。

## 球場規格

### 內野壘包

球場規格

棒球比賽的活動以本壘板為起點。而壘包間精確的距離為90英尺（27.4），這個規劃是用來幫助裁判在打擊者擊出球之後可以作合理的判定。本壘板則是用來幫助裁判決定投手是否將球投進好球帶。自1840年代的尼克巴克規則（Knickerbocker Rules）之後，棒球場的外型基本上就沒有太大的變化。壘包與壘包間的距離為90英尺也是在這個時期就已經確定並沿用至今日。而由於100英尺（30.5）似乎對守備方過於有利，而80英尺（24.4）則對進攻隊伍太過輕鬆。在幾經嘗試錯誤之後，90英尺的距離似乎也是最佳的距離。而由於各個壘包的頂點距離為90英尺，因此壘包與壘包間實際的距離約為88英尺（27）。

### 本壘板及打擊區
本壘板的規格是由橡膠所製成的非正規五邊形，其長度分別為：靠近投手丘的一邊為17英寸（43.2）（約為六顆球的寬度），相平行的兩邊為8.5英寸（21.6），與壘線貼齊的兩邊則為12英寸（30.5），兩條12吋的邊線正交成直角。平行於本壘板8.5吋兩側的白色框線區域為打擊區。本壘板置於90英尺見方的球場一角，其他三的頂點依逆時針方向分別為一壘、二壘及三壘。壘包大小為15英寸（38.1）見方的帆布包所製，而四個壘包內包圍的區域稱為內野。
本壘板與打擊區也經過多次的演化才演變成今日的型式。在1845年至1867年間，本壘是由一塊直徑12吋鐵片製成的鐵板所圍成的區域，而當時在這個區域內的界內與界外球的判定是由球最先觸地的位置決定，即使球被擊出後落在界內區後馬上滾出界外依舊會被判定為界內球。但若在內野，只要球有出界就算界外球。
1857年時，這時候還沒有打擊區的存在，而是由一條通過本壘板中心的6英尺（1.8）線來代表打擊位置，打擊者可以在打擊線後方的任何地方開始準備打擊，但投手球投出之後，打擊者允許向前移動。1868年時，本壘演變為中心置於一壘與三壘線交會頂點的12吋見方的白色方形板，白色方形板正對投手的點稱為投手點。在早期的規則中並沒有三振的規定，而是直到1869年，與現代棒球規則較相似的三振及界外球規定方始成形。

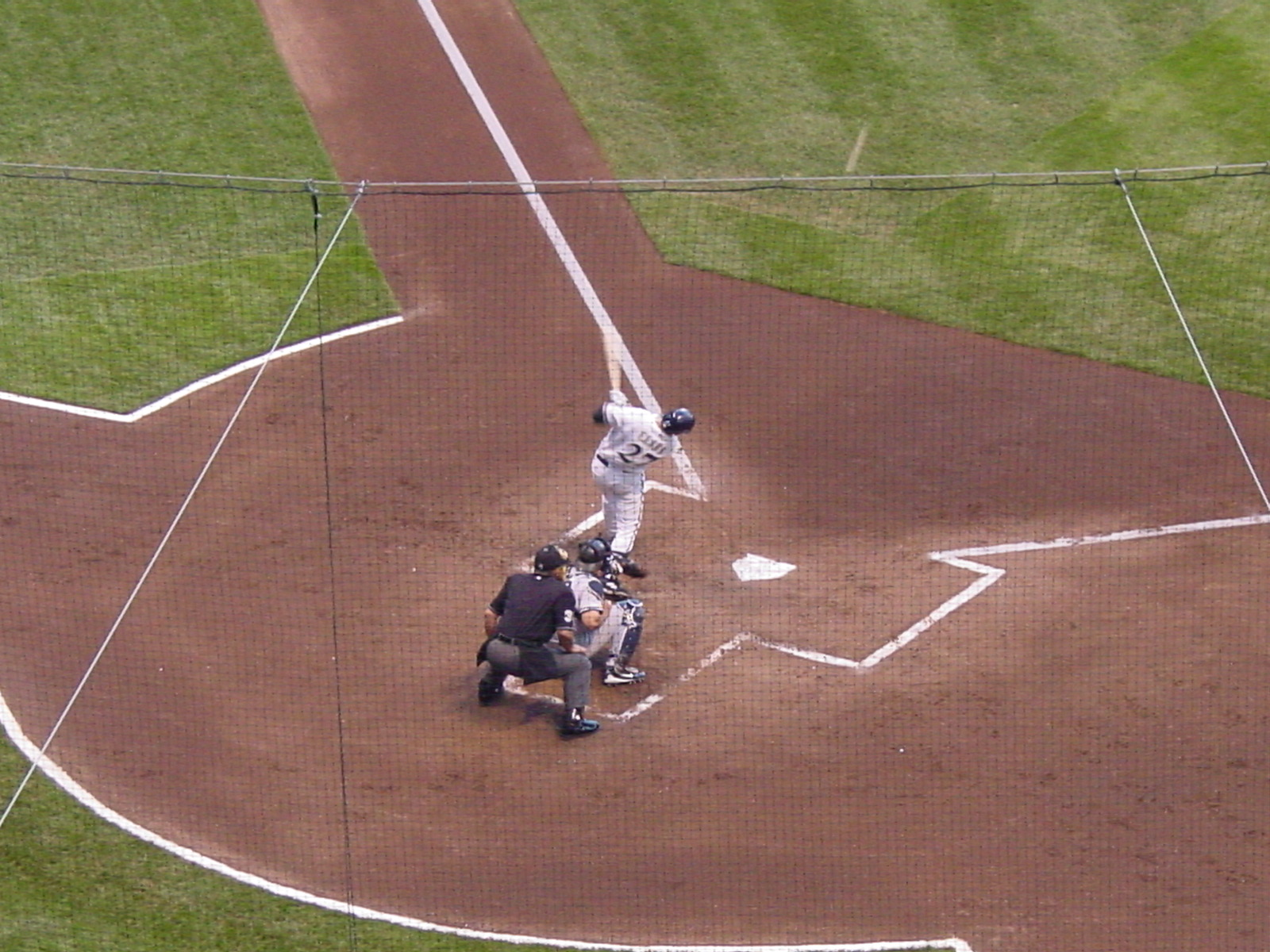
本壘板、打擊區以及守備相關位置。

1870年代起，隨著職業棒球的開始，本壘區域也開始出現新的變化。1874年時，打擊區正式出現在球場上，打擊區為6英尺長，3英尺（0.9）寬，距本壘板1英尺（0.3）的方形區域，打擊者在打擊準備時必須在打擊區內。1875年，本壘板和打擊區被完全移出界內區，為使打擊區不和內野區重疊，打擊區前緣往捕手位置移動1英尺。1877年時，本壘板再度被移回界內區，而打擊區與本壘板的相對位置也回復成1875年之前的位置，這個規定一直被沿用至19世紀結束。1900年起，本壘板被更變為今日的型式，即長6英尺（1.83），寬4英尺（1.22）。

#### 打擊預備區
在打擊區兩側有左右兩側會有打擊預備區（on deck circles）以供打擊者上場打擊前熱身之用。在美國大聯盟的球場中，通常打擊預備區內會繪製球隊標誌。

#### 一壘
一壘是打擊方要得分所必須經過的第一個壘包。和二壘及三壘不同的是，跑者在衝向一壘時是允許超過一壘壘包而不會被觸殺出局。當打者累積了四個壞球或是投手投了觸身球時，打者便可以自動上到一壘。而防守方的一壘手的守備區域是在一壘附近。職業運動中的一壘手通常身材高大並可以將手伸展到最大範圍，以利其他的野手有較大的目標可以順利將球傳到一壘。

#### 二壘
二壘是跑者經過一壘後要得分所必須經過的第二個壘包，通常由二壘手和游擊手共同守備。通常若有跑者在二壘上，會稱跑者在「得分位置」，又二壘及三壘合稱得分圈、得點圈。因為只要有安打出現，二壘上的跑者多半能奔回本壘得分。也由於二壘壘包是距離本壘最遠的壘包，一般盜壘也多半是由一壘盜向二壘。
二壘手和游擊手通常需要快速的反應能力及準確的傳球，當一個守備員擋球時，另一個守備員便需要到二壘上去補位防守。雙殺守備的出現需要兩個守備員之間良好的溝通。

#### 三壘
三壘是跑壘員最接近得分的壘包，許多時候若攻擊方出局人數低於2時，教練會藉由打者出局的戰術（像是高飛犧牲打）來讓三壘上的跑壘員回到本壘得分。三壘方向的擊球通常包括兩種情況：強勁平飛球或是滾地球，而三壘手也往往需要強壯的臂力來長傳一壘封殺打擊者，因此守備時有其難度，故有時三壘的守備位置也會被稱為「熱角」（Hot Corner）。

### 投手丘

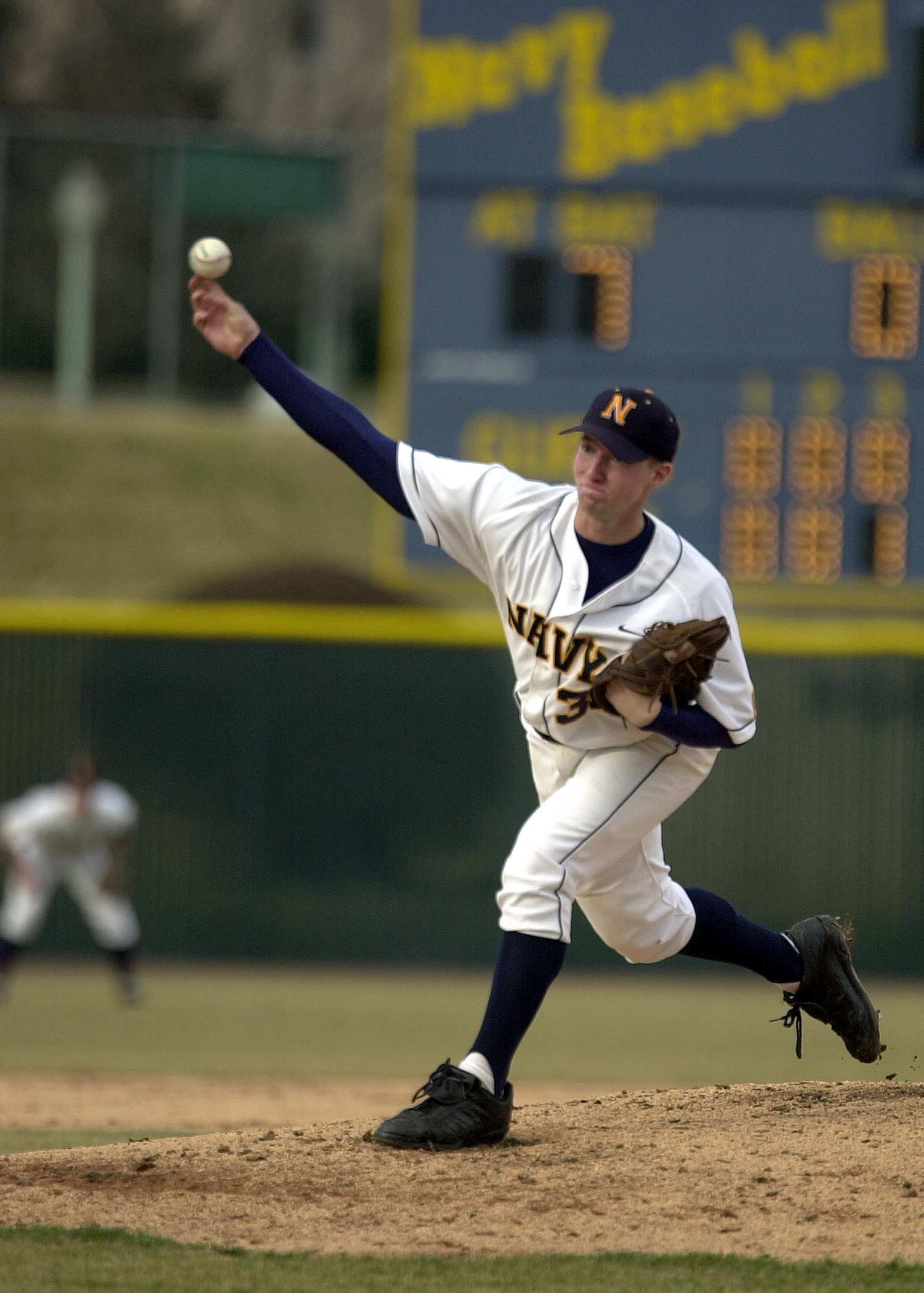
投手投球時會往投手丘前方移動。

投手丘是棒球場菱形中央隆起的人工土丘，丘上通常有一塊白色塑膠板，稱之為投手板。投手板寬2英尺（0.6）、深6英寸（15.2），作為供投手的軸心腳站立之用。根據棒球規則，投手丘為直徑18英尺的正圓形土丘，以距離本壘板後緣59英尺（18公尺）之處作為投手丘圓心，而投手板的前緣則位於投手丘圓心後方18英吋（45.7公分）處，使投手板前緣到本壘板尖端的距離為60英尺又6英吋（18.4公尺）。而投手丘高度則不盡相同。大聯盟的規則中，投手丘的高度由6吋（15.2公分）開始下降，最高不得超過10吋（25.4公分）。但在1903年至1968年期間，高度則是限制為15吋，但有些球場甚至會高到20吋（50.8公分）。這種情況通常在以投手戰力著稱的球隊，如洛杉磯道奇隊就被認為有當時大聯盟中最高的投手丘。而目前的棒球規則中則是規定為6吋。在投手丘下方，另有固定投手板之用的水泥基座，作用在於固定投手板的位置，避免因為投手的軸心腳踩踏之後而改變位置。
當投手投球時，通常會傾向使用較高的投手丘以增加投球速度，使打擊者較難擊中球。1968年時，由於大聯盟投手過度壓制打擊者，因此1969年時，大聯盟當局為提昇打擊率，因此降低了投手丘的高度，而這一次的保守規則更動，也帶起了最近一波打擊的高峰。
而在世界少棒聯盟的規定中，投手丘到本壘板的距離為46英尺（14.0）。而小馬聯盟少棒球場上投手丘到本壘板的實際距離大約是54英尺（16.5）。這些不同聯盟間的差異通常會隨著選手的年齡而漸漸增加，直到達到青棒60英尺又6英吋的最大距離為止。

#### 投手丘歷史
- 原先美國人亞歷山大·卡特來特（Alexander Joy Cartwright, Jr.）制定的尼克巴克棒球規則並未明定壘包至投手丘的距離。
- 國家聯盟在1870年代成立時，規定投手在距離本壘板45英尺（13.7）的一個方形區域內且需以下勾方式投球。但這個距離明顯過於對投手有利，當時投手完全主宰當時的比賽，當年曾在一週內締造兩場完全比賽的紀錄。
- 為了提振打擊，1881年時，聯盟當局變更動規則將投球區域往後移動5英尺（1.5），使投球距離增加為50英尺（15.2）。
- 1884年，開始允許投手使用高壓式投法。1887年時為限制高壓投法投手的球威，投手區域被限定為4英尺（1.2）寬、5.5英尺（1.7）長，前緣距本壘板一樣是50英尺，但投球時後腳需站在55.5英尺（16.9）的線上。
- 1893年，投手區被投手板取代，但為提昇打擊，投手板再度被後移5英尺，使得投球距離變成60.5英尺（18.4）。

### 外野
在內外野線之後的場地即為外野。棒球規則對於外野的大小、形狀並無規範，不過多數業餘、職業棒球聯盟建議外野的圍牆以及觀眾席最少距離本壘250英尺，依防守區域分為左外野、右外野以及中外野。外野界線則是由本壘延界外線，左右外野兩翼延伸的距離須在325英尺（99.06公尺）以上，而中外野的理想距離則是在400英尺（121.9公尺）以上，但並未規定左右外野的距離需相同。

#### 打者之眼

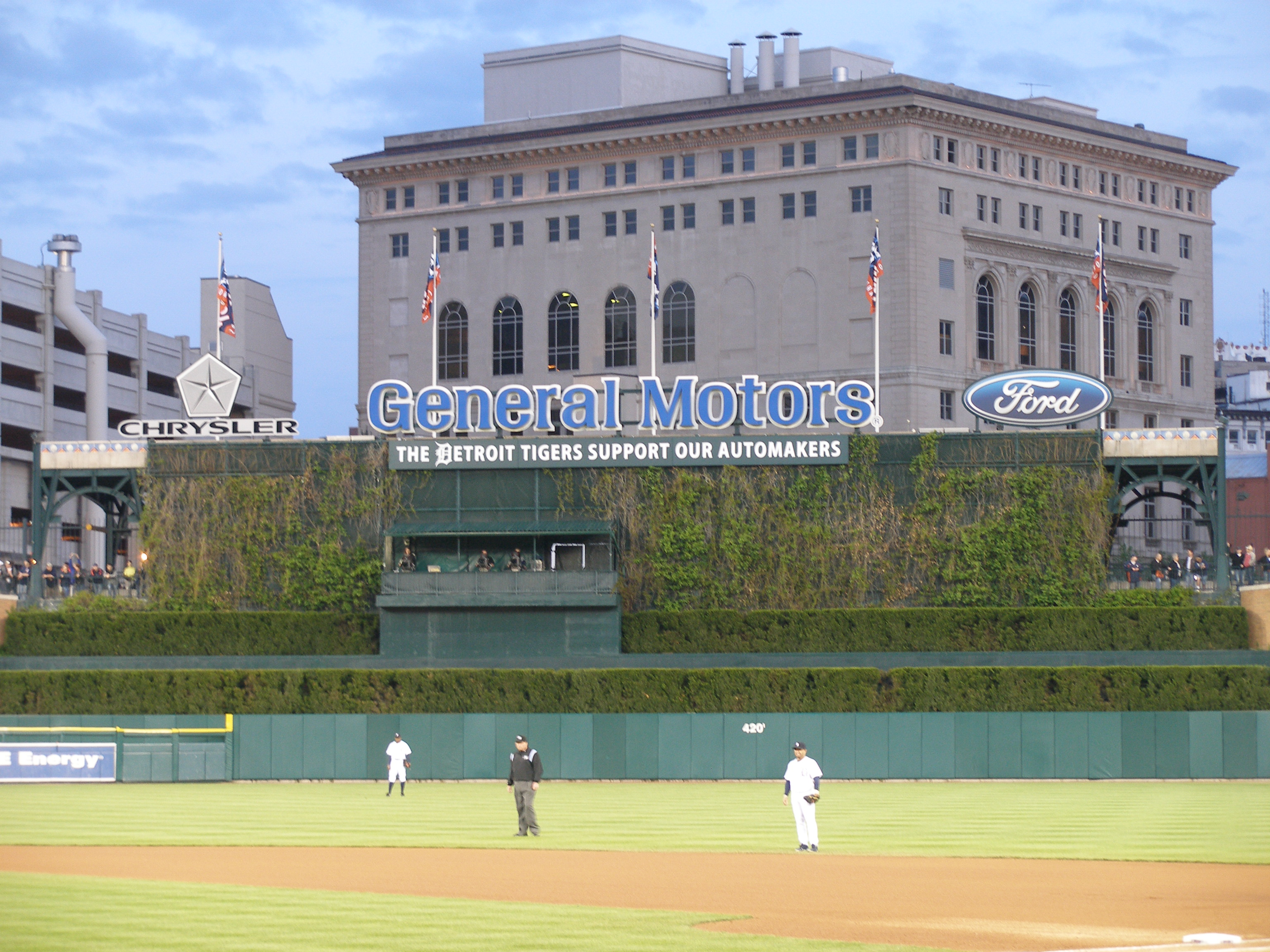
打者之眼

打者之眼（Batter's eye），又稱「打擊視覺牆（視野區）」、「中外野牆」，通常是棒球場外野中心、全壘打牆上方的一片純色區域，通常為黑色或深綠色，這是棒球打擊者在面對投手並等待投球時直接在視線中的視覺背景。這種深色牆面使打擊者可以在鮮明對比和整潔背景下看到投出的球。其目的是為打擊者的安全和擊球成功。

#### 界線標竿

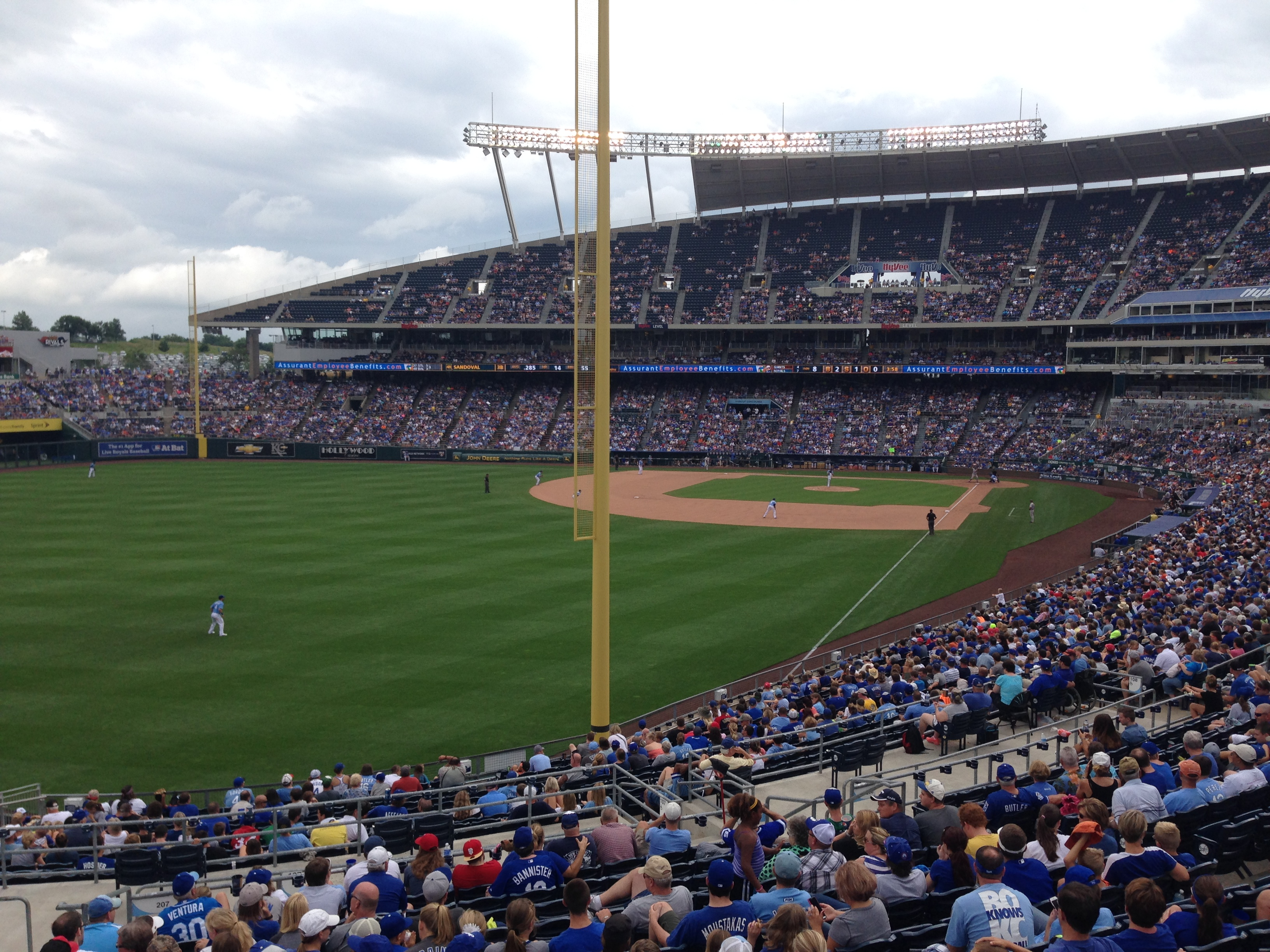
左外野的界線標竿

界線標竿的目的是幫助裁判判定飛過全壘打牆之外的外野飛球是界外球或是全壘打的標竿，通常漆為黃色。通常界線標竿是界外線的垂直延伸，但界線標竿是屬於界內區。1920年之前，界外線是無限延伸的，飛越全壘打牆的飛球必須落在界內區或經由裁判認定最後飛出時仍是在界內區方可形成全壘打。界線標竿此一新規則的出現改變了這種判定方式，只要是擊中界線標竿或飛出場外時在標竿界線內的外野飛球便可判定是全壘打。而界線標竿通常遠遠高過外野圍牆且帶有一個狹長的方框以利裁判做出判決。但即便如此，有時候全壘打的判定依舊相當困難。

### 壘線
壘線是兩個相鄰壘包之間的連接路線，而非是球場上粉筆或油漆所劃定的白線。規則中所允許的跑壘路線是壘線3英尺（90公分）之內的區域。若跑壘員在推進壘包時守備方對跑壘員無任何守備行為，則跑壘員可以不用跑在這個區域之內。但一旦守備員開始對跑壘員有守備上觸殺的企圖時，則跑壘員推進壘包時只能在離壘線3英尺內的區域來躲避觸殺，若跑壘員超出這個區域將會自動出局。

### 內外野線

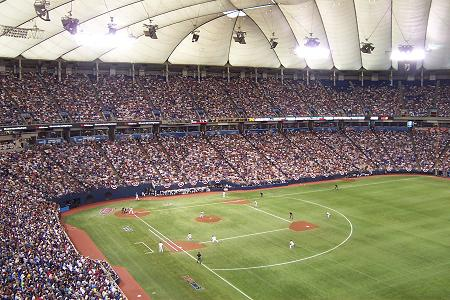
明尼蘇達雙城隊主場球場用白線畫出的內外野線

內外野線是用以劃分內野與外野之間的分界。由於通常外野的場地是草地而內野為泥土球場，故也被稱為草地線（grass line）。內外野線的主要功能有兩個：一是提供跑壘員跑壘路線的參考，另一則是讓球員、裁判及觀眾判斷與本壘之間的距離。直到約1950年時，棒球規則中從未提及過內外野線。而時至今日，內外野線規則上仍舊沒有明定內外野線的位置。在某些人工草皮的球場上，內野的泥土只會被覆蓋在壘包、投手丘、以及打擊區附近。因此，在人工草皮的球場上，內外野線是用白線畫出。

### 界外線
界外線（foul line）是從本壘分別向左外野及右外野延伸的兩條線，以區分界內與界外，從本壘至界內區域、圍牆、看台或其他阻礙物，須在250英尺（76.199公尺）以上。

### 各級棒球球場
根據不同的賽事，少棒、青少棒、青棒與成棒場地的大小有不同的規定。

#### 少棒
根據世界少棒聯盟的規定，壘與壘之間的距離為60英尺（18.29公尺），投手板距離本壘板為46英尺（14.02公尺），全壘打牆的距離至少200英尺（60.96公尺）以上。而小馬聯盟野馬級的規定為，壘與壘之間的距離為70英尺（21.34公尺），投手板距離本壘板為48英尺（14.63公尺），全壘打牆的距離兩翼須有225英尺（68.58公尺）以上，中外野須有275英尺（83.82公尺）以上。軟式少棒的規定是，壘與壘之間的距離為23公尺，投手板距離本壘板為16公尺，全壘打牆的距離兩翼須有70公尺以上，中外野須有85公尺以上。

#### 青少棒
小馬聯盟小馬級的規定為，壘與壘之間的距離為80英尺（24.38公尺），投手板距離本壘板為54英尺（16.46公尺），全壘打牆的距離兩翼須有300英尺（91.44公尺）以上，中外野須有350英尺（106.68公尺）以上。
其他的青少棒比賽，與青棒、成棒、職棒，均使用一般的場地規則。
| 各級棒球場地比較簡表 |                          |                          |            |                           |                           |
|                      | 少棒                     | 少棒                     | 少棒       | 青少棒                    | 青棒／成棒／職棒          |
| 距離                 | 世界少棒聯盟             | 小馬聯盟野馬級           | 軟式少棒   | 小馬聯盟小馬級            | 標準場地                  |
| 壘與壘之間距離       | 60英尺（18.29公尺）      | 70英尺（21.34公尺）      | 23公尺     | 80英尺（24.38公尺）       | 90英尺（27.43公尺）       |
| 投手板距離本壘板     | 46英尺（14.02公尺）      | 48英尺（14.63公尺）      | 16公尺     | 54英尺（16.46公尺）       | 60英尺又6吋（18.4公尺）   |
| 左右外野全壘打牆     | 200英尺（60.96公尺）以上 | 225英尺（68.58公尺）以上 | 70公尺以上 | 300英尺（91.44公尺）以上  | 325英尺（99.06公尺）以上  |
| 中外野全壘打牆       |                          | 275英尺（83.82公尺）以上 | 85公尺以上 | 350英尺（106.68公尺）以上 | 400英尺（121.92公尺）以上 |

## 球場設施

### 牛棚

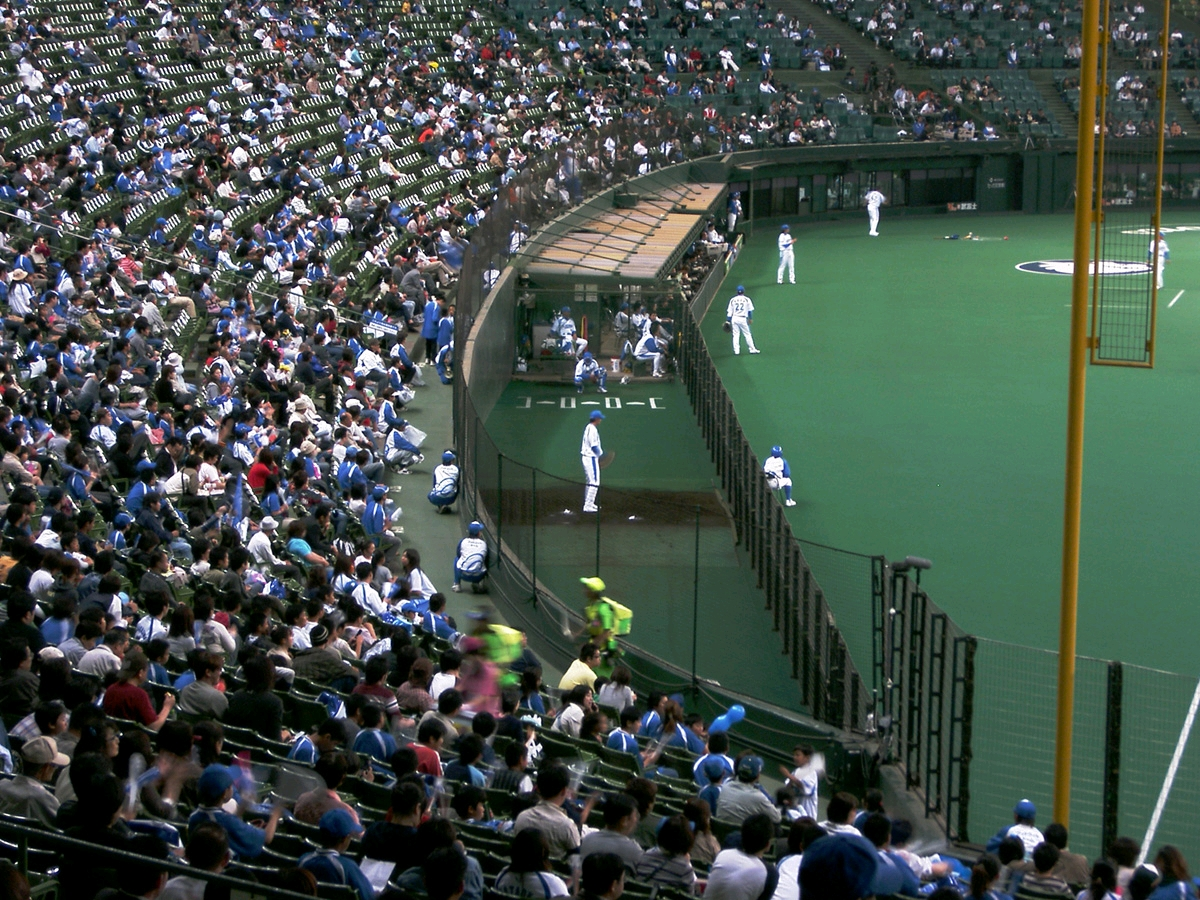
日本職棒西武隊球場牛棚

牛棚一詞來自於美國職棒大聯盟，是球場邊中繼投手或救援投手登板之前熱身的場地。根據球場設計的不同，牛棚的位置也有所不同，有些球場是在內野的界外區旁，也有些是在外野區的圍牆之後，一些則在球場建築物的室內。通常先發投手在球賽開始前也會於牛棚作最後的熱身。
牛棚的名稱由來最知名的典故是出自於1910年代時，一家名為「Bull Durham」的煙草公司在很多球場的投手練習區上方懸掛著他們的廣告看板。而這家公司在當時提供50美元的獎金給能打到看板的打擊者，另外，若打者在掛有廣告看板的球場擊出全壘打，則可獲得一盒菸草。1910年時，在近150個有Bull Durham看板的球場中，所有看板共被擊中85次，而該公司也發出4,250美元的獎金及超過10,000磅的菸草。而由於投手練習區接近Bull Durham看板及該公司的贊助，加上投手練習區像是圈養家畜的圍欄，久而久之，投手練習區便被稱作為牛棚。

### 記分板

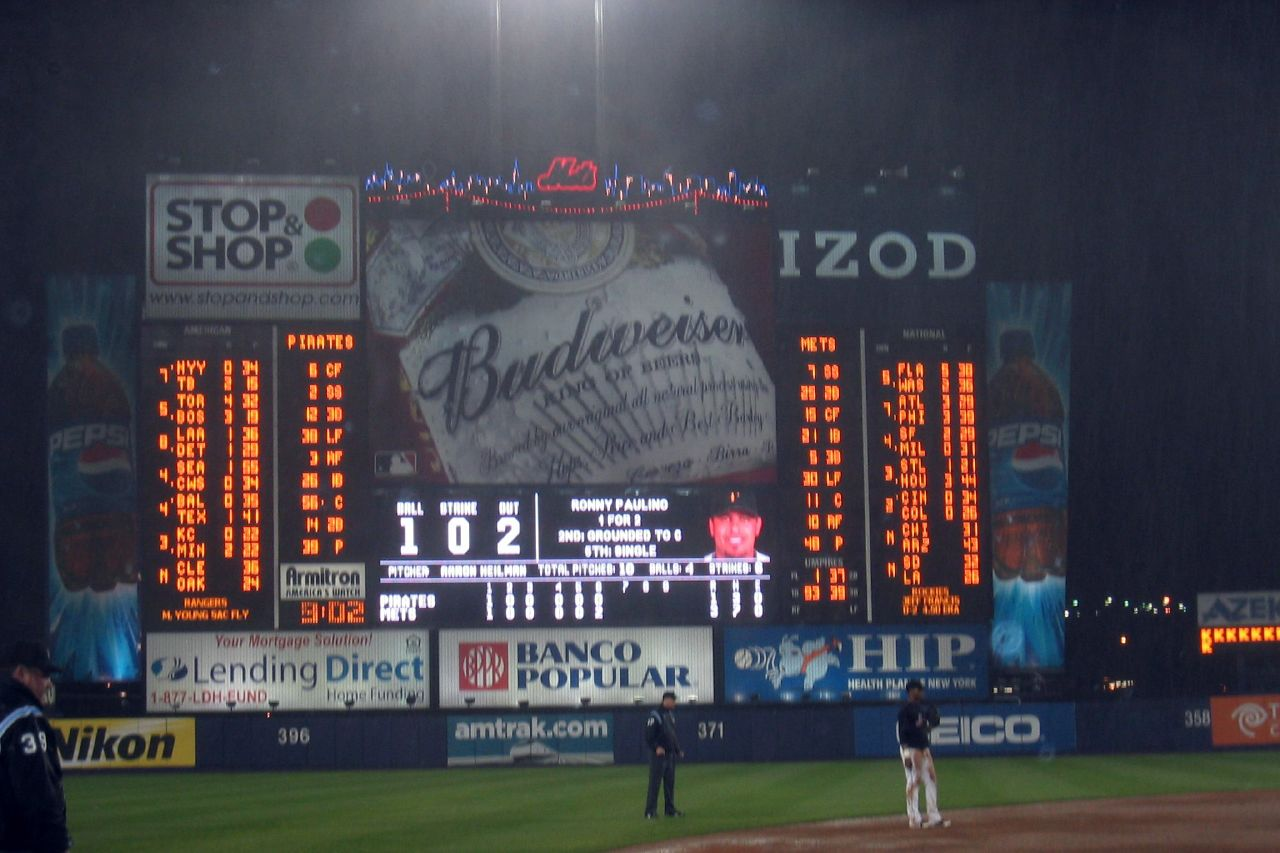
位於紐約皇后區的紐約大都會隊主場記分板

記分板是用來紀錄比賽進行時比數（R）、安打數（H）、失誤次數（E）、投打間的好壞球數及出局數之設備，通常置於中外野正後方。記分板的上方或旁邊通常設有旗桿，比賽時會升上地主國國旗、棒球聯盟或主辦單位的旗幟，以及對戰雙方的隊旗或國旗。
早期的記分板是由木板所搭造，在更新訊息時需由人工以手寫、貼上紙片或其他記分牌的方式完成。使用這種方式在一場比賽中需要大量的人力及時間來完成更新訊息。隨著電子產業的發展，現代的記分板開始有不同的型式出現，像是以燈泡、發光二極體（LED）及電磁系統來控制記分板。其中電磁系統的記分板可以利用翻頁的方式快速更新訊息，在1980年代時由於成本較低且容易維修而開始大量被採用。但由於職業球隊常進行夜間球賽，而電磁記分板本身不會發光無法提供較佳的可見度，加上LED系統並未造成電力上更大的消耗。於是電磁記分板也漸漸的被取代。
1997年起，日本職棒的12支球隊主場開始全面採用電子燈號來顯示記分板的訊息，顯示的訊息除了傳統的好壞球數、出局數及得分數外，還包括有打擊順序、守備位置、裁判姓名、投手球速、打者打擊率及全壘打數、球場風速等等各種資訊。
2000年代之後的職業棒球比賽場地則陸續安裝大型液晶顯示器，除了記分板訊息，還可播放影片、比賽畫面以及廣告等。

### 球員休息區

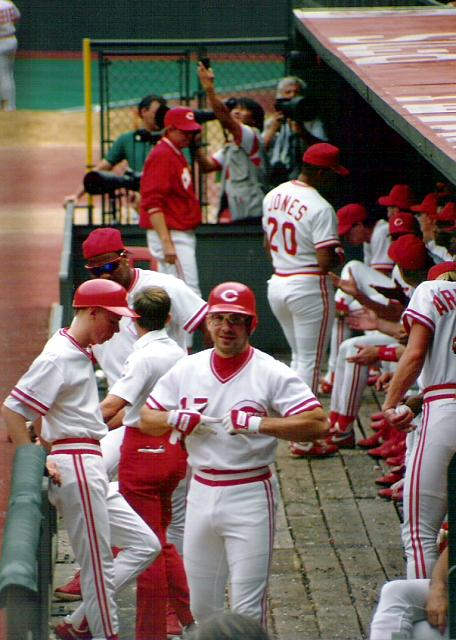
辛辛那提紅人隊的主場休息區

球員休息區一般位於內野沿著一壘線及三壘線的界外區。在美國職棒比賽中，由於主場是由球隊所在的都市所決定，故在美國職棒規則中，並無規定主場球隊休息區位置。

### 球場圍牆
球場圍牆是用來隔開球場與觀眾席或球場外之用，包括外野的全壘打牆與內野界外區圍牆。取決於場地情況，圍牆通常由水泥或鐵絲網製作。然而，由於球場上球員接球時往往會衝撞上圍牆，因此許多球場的圍牆會在混擬土表面以發泡材料製作防護墊，少部份球場則在圍牆種滿植物，例如瑞格利球場（芝加哥小熊主場）。正式比賽場地的全壘打牆會在左外野、中外野及右外野以英尺標示本壘板至全壘打牆的距離。
在日本，曾發生跟外野圍牆相關的意外運動傷害有：
- 1977年4月29日，橫濱大洋隊對大阪阪神隊在川崎球場對戰時，阪神隊外野手佐野仙好在9局時因追逐左外野飛球不慎撞上外野全壘打牆，而使頭蓋骨骨折昏迷，一星期之後才脫離生命危險[14]。
- 2001年6月20日，西武隊對近鐵隊在川崎球場對戰時，內野手平尾博嗣因追逐一壘側飛球時衝撞上界外區圍牆，而引發腿部複雜性骨折。

### 觀眾席

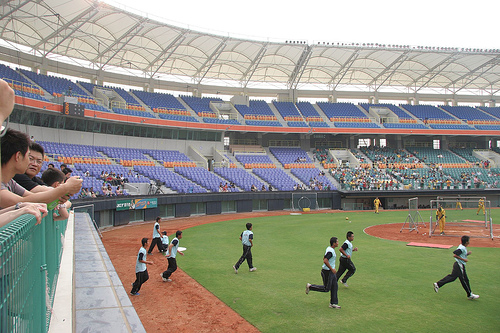
台灣斗六棒球場內野觀眾席

棒球場觀眾席通常為階梯型，國際棒球總會（International Baseball Federation；IBAF）規定，主辦單位在辦理國際正式比賽時，比賽場地需可容納萬人以上同時觀賽。職棒球隊為增加營收，比照飛機、火車上不同艙等的差異化票價，在其經營的球場觀眾席額外提供比一般座椅更為寬敞舒適的座椅，甚至設立貴賓室、烤肉區等。

### 照明設備
歷史上第一場夜間棒球賽是在1880年9月2日，該場比賽是在美國的波士頓舉行，是由北方電力公司（The Northern Electric Company）提供的三座100英尺高的照明設備。
而為因應越來越多職業運動的夜間比賽，許多球場都已經有夜間照明設備。根據日本工業標準（JIS），職業球場的內野需有1500~3000 lux的照度，而外野平均需有750~1500 lux的照度。

## 人工草皮
人工草皮是1960年代由當時的北卡羅萊納大學紡織系主任大衛·錢尼（David Chaney）所研發，是以環氧樹脂所製成，主要是在用於室內運動場，由於保養方便、不需定期修剪灑水。1980年代起，許多歐洲球會開始在足球場上使用。在棒球場上，人工草皮較易形成高彈跳球，且球滾動的速度也較天然草皮快，使得守備選手的反應時間縮短，處理球的難度也相對增加。
但人工草皮表面遠比天然草皮硬上許多，在選手快速的移動或撲接時的動作，由於反作用力的關係，會對踝關節及膝關節造成運動傷害。最著名的例子之一是安德烈·道森。安德烈·道森由於長年在蒙特婁博覽會隊的人工草皮球場打球，並為膝傷所苦。1986年球季結束之後，為了轉到芝加哥小熊隊天然草皮的Wrigley Field打球，他自願降薪以延長自己的職業生涯。

## 室內球場

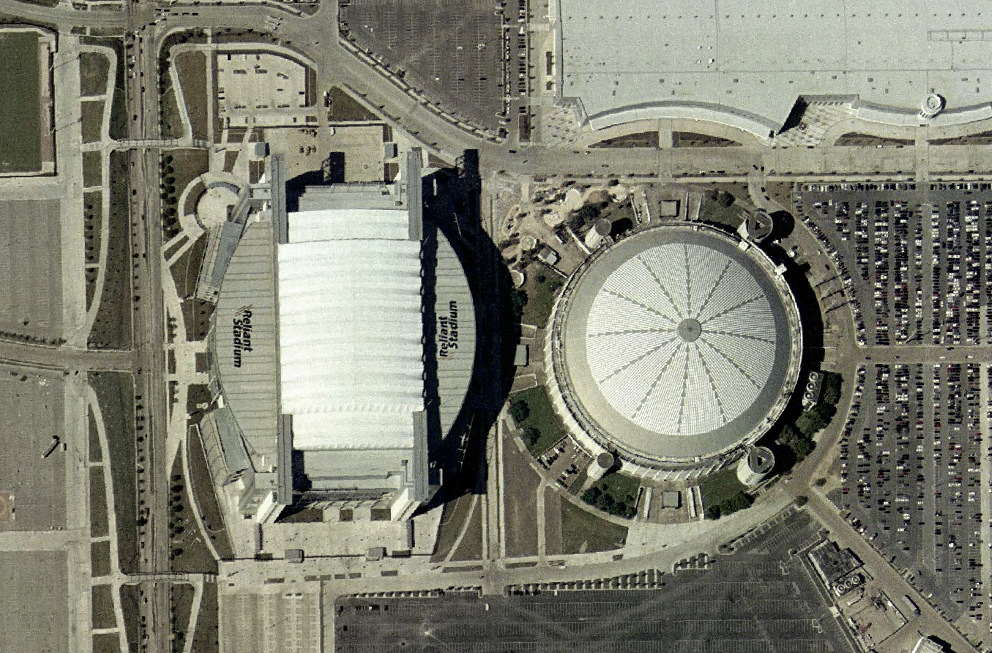
休士頓的巨蛋

一些棒球場設於室內，與露天球場相比，最大的優點是降低風雨等天氣因素而影響到賽事之進行。
室內棒球場的英文為Dome，原意是指拱形圓屋頂或半球形建築物，而因東京巨蛋的暱稱（BIG EGG）之故，故外型似蛋的室內體育場也被稱作為巨蛋。1965年時，美國休士頓的巨蛋（Astro Dome）是世界上第一座巨蛋球場，在啟用時曾被喻為「世界第八大奇景」。而日本也在1988年時正式啟用亞洲的第一座巨蛋球場—东京（Tokyo Dome）。1989年加拿大多倫多啟用的天頂巨蛋（Sky Dome），則是世界上第一座可自動開閉式的巨蛋。
而由於巨蛋球場的造價及維護費用昂貴，為增加使用率避免閒置，除棒球賽外，通常也兼做其他體育賽事或音樂表演的場地。如東京巨蛋曾舉辦籃球、美式足球、職業摔角、綜合武術、K-1賽事及音樂表演等等，同時體育館內也有一座主題樂園，名為東京巨蛋城市（Tokyo Dome City），有雲霄飛車、摩天輪與一些商店、餐廳、野球體育博物館，在賽事期間之外也可吸引人潮。
因其多功能式的規劃，許多球場設施都需採可移動式，諸如：
- 升降式投手踏板：投手丘在棒球運動以外的其他活動比賽時無法擺置，因此設計可上升固定之鐵製平板來改變球場使用型態。
- 可移動式觀眾席：為因應不同活動，場地周圍多設有可移動的席次，以供棒球賽或其他不同活動使用。
- 可收取式人工草皮：為因應不同活動的場地，所鋪設之人工草皮可根據活動內容鋪設或收納。

### 美國
| 場地名稱                        | 啟用日期      | 所在城市   | 使用球隊       | 造價          | 備註                                 |
| 太空巨蛋（Astrodome）           | 1965年4月12日 | 休士頓     | 休士頓太空人隊 | 3500萬美元    | 世界第一座巨蛋，1999年停用           |
| 國王巨蛋（Kingdome）            | 1976年3月27日 | 西雅圖     | 西雅圖水手隊   | 6700萬美元    | 世界第二座巨蛋，2000年停用           |
| 都會巨蛋（Metrodome）           | 1982年4月3日  | 明尼亞波利 | 明尼蘇達雙城隊 | 6800萬美元    | 世界第三座巨蛋，2010年停用           |
| 純品康納球場（Tropicana Field） | 1990年3月3日  | 坦帕灣     | 坦帕灣光芒隊   | 1億3000萬美元 | 坦帕灣光芒隊於1998年進駐，持續使用中 |

### 日本
| 場地名稱              | 啟用日期      | 所在城市 | 使用球隊             | 造價        | 備註                 |
| 东京（Tokyo Dome）    | 1988年3月17日 | 東京     | 讀賣巨人隊           | 約350億日幣 | 亞洲第一座巨蛋       |
| 福冈（Fukuoka Dome）  | 1993年4月2日  | 福岡     | 福岡軟體銀行鷹隊     | 約760億日幣 | 日本第一座開閉式球場 |
| 大阪（Osaka Dome）    | 1997年3月1日  | 大阪     | 歐力士野牛隊         | 約489億日幣 |                      |
| 名古屋（Nagoya Dome） | 1997年3月15日 | 名古屋   | 中日龍隊             | 不詳        |                      |
| 西武（Seibu Dome）    | 1999年        | 埼玉     | 西武獅隊             | 不詳        | 露天球場加蓋而成     |
| 札幌（Sapporo Dome）  | 2001年6月3日  | 札幌     | 無                   | 約422億日幣 | 棒球與足球兩用運動場 |
| ES CON FIELD HOKKAIDO | 2023年3月30日 | 北廣島   | 北海道日本火腿鬥士隊 | 約600億日幣 | 日本第二座開閉式球場 |

### 南韓
| 場地名稱     | 啟用日期 | 所在城市 | 使用球隊 | 造價       | 備註 |
| ------------ | -------- | -------- | -------- | ---------- | ---- |
| 高尺天空巨蛋 | 2015     | 首爾     | 培證英雄 | 2417億韓元 |      |

### 加拿大
| 場地名稱                    | 啟用日期 | 所在城市 | 使用球隊     | 造價       | 備註                   |
| 羅傑斯中心（Rogers Centre） | 1989年   | 多倫多   | 多倫多藍鳥隊 | 5700萬美元 | 第一座可自動開關的巨蛋 |

### 台灣
| 場地名稱              | 啟用日期   | 所在城市 | 使用球隊   | 造價          | 備註   |
| 台北大（Taipei Dome） | 2023.12.02 | 臺北市   | 無特定球隊 | 161億元新台幣 | 使用中 |

## 外部連結
- 國際棒球總會官方網站 （页面存档备份，存于）
- 中華大聯盟棒球規則
- 棒球場在台灣棒球維基館上的頁面（繁體中文）
- 球場風土記 （日語）
- 19世紀的棒球 （页面存档备份，存于） （英文）